# Lepiota perplexa
Lepiota perplexa är en svampart som beskrevs av Knudsen 1981. Lepiota perplexa ingår i släktet Lepiota och familjen Agaricaceae.   Inga underarter finns listade i Catalogue of Life.
I den svenska databasen Dyntaxa används istället namnet Echinoderma perplexa för samma taxon.  Arten är reproducerande i Sverige.